# Biela voda (dopływ Wagu)
Biela voda - rzeka w Karpatach Zachodnich w zachodniej Słowacji, prawobrzeżny dopływ Wagu. Długość 25,2 km.
Źródła w Jawornikach, w najwyżej położonej części wsi Lazy pod Makytou, w postaci trzech drobniejszych cieków wodnych, spływających z wysokości ok. 800 m n.p.m. w kierunku południowym spod głównego grzbietu Jaworników w rejonie szczytu Kohútka (913 m n.p.m.) i przełęczy Pod Kohútkou (880 m n.p.m.). Spływa początkowo w kierunku południowo-zachodnim, a od osady Čertov w kierunku południowym głęboką, zalesioną i z rzadka jedynie zabudowaną doliną, przyjmując szereg drobnych dopływów. Od centrum miejscowości Lazy pod Makytou, gdzie przyjmuje lewobrzeżny dopływ Gabčovský potok i prawobrzeżny Baluchovský potok, dolina wyraźnie się rozszerza. Niżej, w miejscowości Lúky, Biela voda przyjmuje prawobrzeżny dopływ Beňadín, a jej dolina wykręca ku południowemu wschodowi. Płynie przez miejscowości Záriečie, Mestečko i Dohňany, po czym w Púchovie, na wysokości ok. 260 m n.p.m., uchodzi do Wagu.
Historycznie notowana pod nazwami Pucho patak (1669), aqua Puchoviensis (1720), Bili potok (1782-1784), Bila woda (1806) czy Bjela Rjeka (1854). Obecnie lokalnie występuje pod nazwami Biela, Biela rieka, Bielova rieka, Púchovský potok, Púchovská riečka, Púchovská voda. Nazwy z przymiotnikiem biela (biała) pochodzą od koloru podłoża koryta potoku, tworzonego na znacznym odcinku jasnymi skałami wapiennymi.
Od przyjęcia prawobrzeżnego dopływu Beňadín dolina Bielej vody stanowi granicę między Jawornikami (na północnym wschodzie) a Białymi Karpatami (na południowym zachodzie).
Dolną częścią doliny Białej vody (poniżej miejscowości Lúky) biegnie droga krajowa nr 49 z Púchova do przejścia granicznego z Republiką Czeską na Przełęczy Lyskiej (455 m n.p.m.; cz. Hraniční přechod Střelná/Lysá pod Makytou) i równolegle do niej linia kolejowa Púchov-Horní Lideč (już w Czechach).
Górną częścią doliny (powyżej miejscowości Lúky) biegnie lokalna droga przez Lazy pod Makytou do przejścia granicznego z Czechami na przełęczy Pod Kohútkou (i dalej do miejscowości Nový Hrozenkov w dolinie Górnej Beczwy.